# Holdenville
La ville de Holdenville est le siège du comté de Hughes, dans l’État d’Oklahoma, aux États-Unis. Sa population s’élevait à 5 771 habitants lors du recensement de 2010, estimée à 5 750 habitants en 2015.

## Source
- (en) Cet article est partiellement ou en totalité issu de l’article de Wikipédia en anglais intitulé « Holdenville, Oklahoma » (voir la liste des auteurs).